# Devetnajstkotnik
Devetnajstkotnik (tudi 19-kotnik ali s tujko eneadekagon, eneakaidekagon ali nanodekagon) je mnogokotnik z 19-timi stranicami in 19-timi notranjimi koti. 

## Splošne značilnosti
Ploščina (p) devetnajstkotnika, ki ima stranico dolgo a, je:
{\displaystyle p={\frac {19}{4}}a^{2}\cot {\frac {\pi }{19}}\simeq 28,4652\,a^{2}\!\,.}
Polmer očrtane krožnice devetnajstkotnika, ki ima dolžino stranice enako a, je:
{\displaystyle R={\frac {t}{2}}\csc {\frac {180}{19}}\!\,.}

## Konstrukcija
Pravilnega devetnajstkotnika ne moremo narisati samo z ravnilom in šestilom.

## Splošne značilnosti
Njegov Schläflijev simbol je {19}. Coxeter-Dinkinova diagrama sta .
Simetrijska grupa je diedrska D19.  Notranji kot je okoli 161,052º. Devetnajstkotnik je konveksen, enakostraničen mnogokotnik, tetiven ter ima izogonalno in  izotaksalno obliko.

## Petriejev mnogokotnik
Pravilni osemnajstkotnik je Petriejev mnogokotnik za politope z razsežnostjo, ki je za ena večja od razsežnosti politopov. Naslednji Petriejev mnogokotnik je kot običajno prikazan v poševni ortogonalni projekciji:
| 18-simpleks (18D) |